# Alinówka (powiat radomyski)
Alinówka (ukr. Алинівка, ros. Алиновка) – dawna kolonia w powiecie radomyskim guberni kijowskiej, wołost Malin.

## Demografia
W 1900 r. kolonia liczyła 12 podwórek i 75 mieszkańców, w tym 40 mężczyzn i 35 kobiet.

## Historia
Na początku XX w. była to kolonia w powiecie radomyskim, wołost malinska, położona w odległości 30 wiorst od miasta powiatowego Radomyśl. Do administracji wołosnej w miasteczku Malin, gdzie znajdował się także najbliższy urząd telegraficzny i pocztowy – 9 wiorst, do najbliższej stacji parostatków w Czarnobylu — 99 wiorst.
Głównym zajęciem mieszkańców było rolnictwo, stosowano trójpolowy system uprawy. Ziemi kolonii w ilości 110 dziesięcin były własnością Anny Proszewskiej. Terenem zarządzali dzierżawcy — mieszkańcy kolonii.
W 1924 r. nie figurowała w rejestrze osadniczym.